# Pain (album d'Ohio Players)
Pour les articles homonymes, voir Pain (homonymie).
 (octobre 2023).
Albums de The Ohio Players
Observations in Time
(1968) Pleasure
(1972)
Pain est un album de The Ohio Players sorti chez Westbound Records en 1972.

## Liste des morceaux
| 1. | Pain                                            | 6:12 |
| 2. | Never Had a Dream                               | 4:35 |
| 3. | Players Balling (Players Doin' Their Own Thing) | 4:22 |

| 4. | I Wanna Hear from You  | 2:52 |
| 5. | The Reds               | 5:08 |
| 6. | Singing in the Morning | 7:01 |